# Siedliska (Ełk)
Pour les articles homonymes, voir Siedliska.
Siedliska est un village polonais du district administratif d'Ełk, dans le powiat d'Ełk, voïvodie de Varmie-Mazurie, au nord-est du pays. 
Il est situé à environ 5 km au nord-ouest d'Ełk et à 120 km à l'est de la capitale régionale Olsztyn.